# Añover de Tajo
Añover de Tajo és un municipi de la província de Toledo, a la comunitat autònoma de Castella la Manxa. Limita amb Aranjuez, Alameda de la Sagra, Borox i Villaseca de la Sagra.

## Demografia
| 1996  | 1998  | 1999  | 2000  | 2001  | 2002  | 2003  | 2004  | 2005  | 2006  |
| ----- | ----- | ----- | ----- | ----- | ----- | ----- | ----- | ----- | ----- |
| 4.620 | 4.608 | 4.557 | 4.542 | 4.565 | 4.682 | 4.898 | 4.987 | 5.118 | 5.095 |

## Administració
| Període      | Nom de l'alcalde/-essa            | Partit polític | Data de possessió |
| ------------ | --------------------------------- | -------------- | ----------------- |
| 1979 - 1983  | Francisco Javier González Carmena | PSOE           | 19/04/1979        |
| 1983 - 1987  | Francisco Javier González Carmena | PSOE           | 28/05/1983        |
| 1987 - 1991  | José Raúl Mena Castillo           | PSOE           | 30/06/1987        |
| 1991 - 1995  | José Raúl Mena Castillo           | PSOE           | 15/06/1991        |
| 1995 - 1999  | Alberto Villaseca Carmena         | PSOE           | 17/06/1995        |
| 1999 - 2003  | Alberto Villaseca Carmena         | PSOE           | 03/07/1999        |
| 2003 - 2007  | Alberto Villaseca Carmena         | PSOE           | 14/06/2003        |
| 2007 - 2011  | Alberto Rodríguez Parra           | IU-ICM         | 16/06/2007        |
| 2011 - 2015  | n/d                               | n/d            | 11/06/2011        |
| 2015 - 2019  | n/d                               | n/d            | 13/06/2015        |
| 2019 - 2023  | n/d                               | n/d            | 15/06/2019        |
| Des del 2023 | n/d                               | n/d            | 17/06/2023        |

## Personatges il·lustres
- Casimiro Gómez Ortega, botànic, metge i farmacèutic (1741-1818).
- Jerónima Llorente (1793-1848), actriu.